# エモーションテック
株式会社エモーションテック（エモーションテック、英: EmotionTech, Inc.）は、東京都港区に本社を置く日本の企業である。2013年3月に今西良光と飯尾礼治が株式会社wizpra（ウィズプラ）として設立し、2016年12月に株式会社Emotion Tech、2022年6月に株式会社エモーションテック、それぞれへ社名を変更した。
顧客および従業員へのアンケート調査を基にデータを集計し、人工知能 (AI) を活用した統計分析機能で組織課題の可視化、改善提案を行うクラウドサービスの提供をおもな事業とする。本技術の特許を2つ保有している。

## 概要
顧客分析によりサービスの向上を図る「EmotionTech CX」と、従業員分析により離職率低下・生産性向上を図る「EmotionTech EX」の開発と運営をおもな事業とする。
wizpra設立当初は、従業員がお互いをほめるサンクスカードのアプリ版「wizpra card（ウィズプラカード）」を提供した。2014年8月に顧客ロイヤルティを測るマーケティング指標「ネット・プロモーター・スコア」 (NPS) を用いた顧客分析サービス「wizpra NPS」を開発して提供する。
2016年12月に株式会社Emotion Techへ社名変更するとともに、「wizpra NPS」も「EmotionTech CX」に名称変更。2017年7月には顧客や従業員の体験毎に生じる感情を調査・分析・可視化する技術の特許を取得し、同年8月に「EmotionTech EX（旧：EmployeeTech）」を提供開始。2019年9月には顧客体験や従業員体験の評価結果を分析するための特許を取得している。

## 沿革
- 2013年
  - 2013年3月8日：株式会社wizpra設立
- 2014年
  - 2014年5月14日：グリーベンチャーズを引受先とした5000万円の第三者割当増資を実施[7]
  - 2014年8月：「wizpra NPS」を開発・提供
- 2015年
  - 2015年1月27日：グリーベンチャーズ、モバイル・インターネットキャピタル、SMBCベンチャーキャピタル、みずほキャピタルを引受先とした2億3000万円の第三者割当増資を実施[8]

- 2016年
  - 2016年12月1日：株式会社Emotion Techへ社名変更するとともに、「wizpra NPS」も「EmotionTech CX」に名称変更

- 2017年
  - 2017年7月29日：顧客や従業員の、体験毎に生じる感情を調査・分析・可視化する技術の特許を取得（特許第6176813号）
  - 2017年8月31日：「EmotionTech EX（旧：EmployeeTech）」を開発・提供
- 2019年
  - 2019年9月12日：顧客体験や従業員体験の評価結果を分析するための特許を取得（特許第6588176号）